# Paseo Xolotlán
El Paseo Xolotlán es un complejo recreativo y cultural ubicado a orillas del Lago Xolotlán, en la capital de Nicaragua, Managua. Inaugurado oficialmente el 30 de julio de 2014, el paseo forma parte de los proyectos de revitalización urbana impulsados por la Alcaldía de Managua y el Gobierno Central.

## Historia y desarrollo
El proyecto fue concebido como un espacio de esparcimiento familiar y turístico que recuperara la franja costera del lago Xolotlán, por años abandonada. Su construcción incluyó obras de embellecimiento urbano, áreas verdes, réplicas históricas y monumentos.

## Atracciones
El Paseo Xolotlán cuenta con una variedad de espacios para el entretenimiento, cultura y memoria histórica:
Réplicas de casas coloniales y del Centro histórico de Managua antes del 1972.
Réplica de la casa natal del general Augusto C. Sandino.
Paseo de las Estrellas, con placas de figuras de la cultura nacional.
Fuente musical y luminosa.
Monumento a la paz y a Hugo Chávez.
Miniaturas de iglesias y sitios patrimoniales de Nicaragua.
Áreas infantiles, quioscos de alimentos, ciclovías y murales artísticos.

## Impacto cultural y social
Desde su inauguración, el Paseo Xolotlán se ha convertido en uno de los principales espacios de recreación de la ciudad. Es visitado tanto por familias locales como por turistas, especialmente durante fines de semana y días festivos. También ha sido sede de actividades culturales, conciertos, ferias y celebraciones patrias

## Críticas y controversias
Aunque ha sido bien recibido por la población, el proyecto ha recibido críticas por su alto costo y mantenimiento, así como por su asociación con el culto a la personalidad de líderes políticos, reflejado en monumentos y referencias dentro del espacio.